# Stupor paper
Stupor paper (Stupor Duck) è un film del 1956 diretto da Robert McKimson. È un cortometraggio animato della serie Looney Tunes, prodotto dalla Warner Bros. e uscito negli Stati Uniti il 17 luglio 1956. Dal 1997 viene distribuito col titolo Un super papero.

## Trama
Daffy Duck veste nei panni di Stupor Duck, un supereroe più veloce di un proiettile, più potente di una locomotiva e capace di saltare oltre gli edifici; il suo alter ego è Cluck Trent, un mite reporter. Un giorno Cluck origlia un certo Aardvark Ratnik minacciare al direttore del giornale rovine e distruzioni per poi dominare il mondo. Ratnik è in realtà un personaggio di una telenovela, ma Cluck crede che esista veramente così, una volta assunta l'identità di Stupor Duck, decide di fermare il presunto attentatore. Ogni tentativo non va come sperato: Stupor Duck infatti riceve un pugno in faccia da un uomo per aver raddrizzato un palazzo in demolizione, poi viene fatto saltare in aria da un siluro di un sottomarino che aveva evitato che "affondasse" e anche da una carica di dinamite posta sotto un traliccio ferroviario che lui stava spostando. Infine Stupor Duck vede un razzo e, credendo che sia opera di Ratnik, cerca di fermarlo, ma il velivolo decolla sulla Luna insieme all'anatra, la quale viene avvistata da due alpinisti durante la scalata di una montagna.

## Distribuzione

### Edizione italiana
Il corto fu doppiato negli anni '80 dalla Effe Elle Due per la trasmissione televisiva, con la direzione di Franco Latini e dialoghi a opera di Maria Pinto spesso differenti dagli originali: ad esempio non viene mai menzionato il nome del presunto attentatore ed egli non parla con l'accento russo; inoltre Stupor Duck viene chiamato "Stupor paper". Nel 1997, per l'uscita in VHS, fu eseguito un nuovo doppiaggio dalla Angriservices Edizioni, su dialoghi più fedeli a quelli originali, ripristinando inoltre il nome del protagonista e l'accento russo di Ratnik.

### Edizioni home video

#### VHS
- Le stelle di Space Jam: Daffy Duck (marzo 1997)